# 乔治·韦拉
乔治·威廉·维拉（英語： KUOM、KCMG，1942年4月24日—），马耳他政治人物，前任马耳他总统。自1996年到1998年担任阿尔弗雷德·桑特政府马耳他外交部长，2013年到2017年担任约瑟夫·穆斯卡特政府外交部长。2019年4月4日当选第10任马耳他总统。

## 荣誉

### 外国勋章奖章
- 圣米迦勒及圣乔治爵级司令勋章（英国，2018年[2]）